# Schizomus kharagpurensis
Espèce
Schizomus kharagpurensis est une espèce de schizomides de la famille des Hubbardiidae.

## Distribution
Cette espèce est endémique du Bengale-Occidental en Inde,. Elle se rencontre vers Kharagpur.

## Description
La femelle holotype mesure 4,5 mm.

## Étymologie
Son nom d'espèce, composé de kharagpur et du suffixe latin -ensis, « qui vit dans, qui habite », lui a été donné en référence au lieu de sa découverte, Kharagpur.

## Publication originale
- Gravely, 1912 : Notes on Pedipalpi in the collection of the Indian Museum. IV. New oriental Tartarides. Records of the Indian Museum, vol. 7, p. 107-110 (texte intégral).